# فهرست نام‌های پروکاریوتی با وضعیت نام‌گذاری
فهرست نام‌های پروکاریوتی با وضعیت نام‌گذاری (List of Prokaryotic names with Standing in Nomenclature), (LPSN) یک پایگاه دادهٔ آنلاین است که اطلاعات مربوط به نام‌گذاری و طبقه‌بندی پروکاریوت‌ها را بر پایهٔ الزامات طبقه‌بندی و قوانین کد بین‌المللی نام‌گذاری پروکاریوت‌ها فراهم می‌کند. این پایگاه داده از سال ۱۹۹۷ تا ژوئن ۲۰۱۳ توسط Jean P. Euzéby مدیریت شده است. از ژوئیهٔ ۲۰۱۳ تا ژانویهٔ ۲۰۲۰، این پایگاه داده توسط Aidan C. Parte سرپرستی شد.
در فوریهٔ ۲۰۲۰، نسخه‌ای جدید از این پایگاه داده با عنوان سرویس مؤسسهٔ لایب‌نیتز DSMZ منتشر شد.